# Guerra del Mogolistan (1399-1400)
La guerra del Mogolistan del 1399 al 1400 fou un conflicte militar desenvolupat al kanat de Mogolistan.
Tamerlà fou informat que el seu net Iskandar, fill d'Umar Xaikh, que tenia només quinze anys, aprofitant la mort de Khidr Khan, havia sortit d'Andijan (el govern de la qual ostentava feia poc), entrat a Mogolistan i s'havia dirigit a la regió de Kaixgar. Inicialment, van atacar Yarkand que fou saquejada, fent després el mateix a Sarang Kamuch (Sarek Kamish), Kalapine, Ali Gul, Yar Kurgan, Txartak i Kiuk Bagh, arribant a la província d'Audja (Audge) on les hordes que hi havia es van sotmetre i les que no ho van fer foren capturats com esclaus i se’ls van empotar cap a la zona d'Aksu on van assetjar la fortalesa d'aquest nom (formada per tres castells intercomunicats), que va caure després d'algun temps (uns 40 dies); a canvi de les seves vides van entregar a uns rics mercaders xinesos. Van fer incursions a Bai i Kazaran i en una d'aquestes ciutats es va fer presonera a l'esposa (vídua) de Khidr Khan, de nom Hajji Malik Agha, i la filla Isan Malik, entre altres dames; després van saquejar la conca del Tarim, als habitants de la qual van fer esclaus. D'Aksu, Iskandar va anar a Khotan on la població es va sotmetre espontàniament. De Khotan a Kaixgar hi havia 15 dies de camí i de Kaixgar a Samarcada n'hi havia 25. Iskandar va sortir de Khotan cap a les muntanyes Karangutak però no s'hi va endinsar i va anar a passar el hivern a Kaixgar des d'on va enviar regals a Tamerlà i a Muhammad Sultan el governador de Samarcanda i de l'ulus Txagatai; aquest darrer va refusar els regals a causa que quan va reunir tropes per marxar al costat d'Iskandar, aquest no l'havia esperat, ja que no volia anar manat i Muhammad Sultan aleshores va haver de retornar a Samarcanda.
Al final de l'hivern el príncep Iskandar, que estava a Kaixgar, va retornar a Andijan i d'allí es va dirigir cap a Samarcanda per trobar-se amb Muhammad Sultan, però pel camí va saber que aquest príncep tenia el projecte de fer-lo detenir. Iskandar va decidir desafiar-lo i va retornar a Andijan. Però dos amirs locals, Pir Muhammad ibn Taji Bugha i Pir Hajji ibn Malik van declarar que l'actitud de Iskandar era de revolta i van mobilitzar les milícies assetjant a Iskandar al castell. El jove es va haver de rendir i fou fet presoner junt amb alguns fidels i servidors i es va enviar avis a Muhammad Sultan a Samarcanda que va enviar emissaris a recollir al príncep per portar-lo a la capital; l'emissari va recollir al príncep; el seu atabeg Bayan Timur ibn Bikijuk, fou executat per ordre de Muhammad Sultan, junt amb 26 servidors. El príncep fou empresonat.